# Seznam narodnih parkov v Maroku
V Maroku je 11 narodnih parkov. Narodni park Toubkal, ustanovljen leta 1942, je najstarejši in daleč najbolj obiskan.
Parki so precej dobro v liniji, tako da že do neke mere omogoča selitev divjih živali. Edina manjkajoča komponenta v tem koridorju divjih živali je vrzel med Al-Hoceimo in Seghirjem (torej približno na lokaciji Hakkama). Zapiranje te vrzeli bi olajšalo prehod divjih živali (predvsem ptic) v španski park Los Alcornocales.

## Narodni parki
- Narodni park Al Hoceima
- Narodni park Dakhla (glej Dakhla)
- Haut Atlas Oriental National Park
- Narodni park Ifrane
- Narodni park Iriqui
- Narodni park Khenifiss
- Narodni park Khenifra
- Narodni park Souss-Massa
- Narodni park Talassemtane
- Narodni park Tazekka
- Narodni park Toubkal
- Narodni park Merdža Zerka (Trajni biološki rezervat)